# Sovraštvo in ljubezen
Roman Sovraštvo in ljubezen (1978) Janeza Švajncerja pripoveduje o dolgoletnem sovraštvu med kmečkima družinama.

## Vsebina
V sosednjih kmečkih družinah je vojna pustila sovraštvo. V „sončni hiši“ živijo Petričevi. Blaž Petrič je skrben gospodar in ljubi vinograd, Neža je vzorna gospodinja in ljubeča mati. Sin Tomaž je šel k vojakom, starejša hči Milena hodi v mesto kot kurirka v podjetju, najmlajša, 18-letna Dorica pomaga pri domačih opravilih. Delo na kmetiji potrebuje veliko dodatnih rok, zato je oče zaskrbljen, ker mu otroci odraščajo in nepreklicno bežijo od hiše. Soproga večidel dneva ostajata sama, saj Dorica velikokrat „beži“ k teti Malčki. 
Družina Breznikovih živi nedaleč stran in jo sestavljajo zelo verni oče Miha, mama Julka in sin Tone. 
Blaž Petrič sovraži Miha Breznika. Med drugo svetovno vojno naj bi Breznik izdal Petričeva gestapovcem, češ da v svoji hiši skrivata partizane. Blaža poslali v zapor, s soprogo sta v pretepu z gestapovci dobila brazgotini na obrazih. 
Poleg sosedskega sovraštva je v sončni hiši tudi notranje, družinsko sovraštvo. Spremljamo „mladi“ in „stari“ tabor. Starša sta v nenehnem sporu z Dorico, ki je v najstniških letih. Ima svoj, drugačen pogled na svet, zato ji starši očitajo, da se neprimerno vede in govori. Vsakodnevno doživljajo spore in ne najdejo potrebnega, skupnega jezika.
Poleti se zgodi katastrofalno neurje kot pred šestimi leti. Petričevim prinese točo, Breznikovim poplavo hiše. Blaž je močno zaskrbljen glede letnega dobička. Dorica pomaga sosedom rešiti pohištvo tudi zato, da bi kljubovala staršem. Pri Breznikovih opazi lepega in visokega Toneta. Po poplavi Dorica vsakodnevno obišče Toneta, s tem pa se poglablja sovraštvo med hčerko in starši. Petričeva ne vesta, kaj storiti in zato njuno sovraštvo do Breznikovih projicirata na lastno hčerko in Toneta. V Tonetu vidita sovražnika, vendar mlada zaljubljenca ne vidita razloga, zakaj bi morala plačevati stare grehe njunih staršev. 
Medtem si je Tomaž z disciplino priboril nagradni dopust. Vsi domači so ga neizmerno veseli, saj je v hišo po dolgem času prinesel veselje in brezskrbnost. Na trgatvi Petričevih se spletejo nove ljubezenske vezi. Tone jim pomaga kljub prepovedi domačih in se v Doričinih očeh prikaže kot moški, ki je vreden njene ljubezni. Tratnikova Pepca pomaga pri obiranju „grozdekov“ zato, ker rada vidi Tomaža. Med njima se splete začetna romanca, ki pa se do konca romana ne razkrije, saj se Tomaž vrne na vojaško dolžnost. Petričeva Milena rada hodi v mesto in v službo, kjer videva Mokričevega „Tončeka“, ki dela kot telefonist.
Na vaškem plesu zakonca Petrič obujata mladostne spomine, Neža soproga spomni na dejstvo, da sta bila tudi onadva nekoč kot Dorica in Tone. Blaž se sprosti in prepusti toku godbe ter pijače. Ples združi družini, saj Breznik razkrije, da ju ni izdal gestapovcem, ampak je šlo za nesporazum. 

## Kritike
"Jezik je sočen in zveni naravno. Slog je izviren, neposnemljiv, opremljen z mnogimi humoristično-ironičnimi podtoni." (Gaborovič 1979: 70)
"Ni kakšnega posebno dramatičnega dogajanja, ni posebnih zapletov in razpletov, ne delujejo velike strasti, v življenje na vasi ne posegajo kakšni usodni zunanji dogodki. V tem pogledu je Švajncerjevo delo nenavadno sodobno in moderno." (Šrimpf 1979: 70)